# Häxprocessen i Järvsö
Häxprocessen i Järvsö ägde rum i Järvsö 1673, under det stora oväsendet. Den resulterade i att 41 personer lagfördes för trolldom; tre av dessa dömdes till döden, av vilka två avrättningar verkställdes. Under häxprocessen i Järvsö utspelade sig en konflikt mellan motståndare och anhängare av häxprocesser inom trolldomskommissionens medlemmar. 

## Historik
Som var normalt under det stora oväsendet hanterades häxprocessen först av den lokala domstolen, varefter den övertogs av den statliga trolldomskommissionen. Den 11 februari 1673 inledde trolldomskommissionen sin rannsakning i Järvsö. De hade strax därinnan varit i Bollnäs. 41 personer ställdes inför rätta i Järvsö, åtalade för att ha fört barn till Blåkulla. Järvsö var scen för de första berättelserna om Vitkulla. 
Järvsö var scen för en intensiv strid mellan häxprocessernas motståndare, Gustaf Rosenhane, och hans opposition inom kommissionen och det lokala prästerskapet under prosten Nerbelius. Rosenhane ville begränsa avrättningarna så mycket som möjligt. Flera av de åtalade i Järvsö tog tillbaka sina bekännelser och påpekade att de hade framtagits med hjälp av tortyr. Rosenhane, som under den föregående häxprocessen i Bollnäs av kungen utverkat principen att endast en minoritet av de åtalade, de som erkänt och kunde betraktas som ursprunget till trolldomen i trakten, skulle avrättas, tryckte hårt på att det krävdes starka bevis på att de åtalade faktiskt hade varit i förbund med Djävulen. 
Den 15 februari dömdes de 41 anklagade i Järvsö: tre dömdes till döden, 12 till hudstrykning, 14 till stocken och 2 män till gatlopp, medan 10 blev fria och ställdes under Guds dom. De tre som dömdes till döden var en 68-årig piga, Kurlåcks Karin i Bondarve, som erkänt att hon i 20 år fört barn till Blåkulla; gammelpigan Rull Älla i Nybo, som också hon bekänt färder med barn till gästabudet i Blåkulla; och Nils Hinderssons änka, den 56-åriga Karin i Myra, som anklagades för trolldom av sin 19-åriga dotter. Den sista domen återkallades dock på initiativ av Rosenhane, eftersom Karin vidhöll sitt nekande. De andra två avrättades 16 februari.

## De dömda
De dömda i Järsö
1. Kurlåcks Karin i Bondarve, 68 år,
2. Rull Älla i Nybo,
3. Karin i Myra, 56 år (dödsdomen upphävd)